# Liotia
Liotia is een geslacht van weekdieren uit de klasse van de Gastropoda (slakken).

## Soorten
- Liotia admirabilis E. A. Smith, 1890
- Liotia arenula E. A. Smith, 1890
- Liotia atomus Issel, 1869
- Liotia cancellata (Gray, 1828)
- Liotia cidaris (Reeve, 1843)
- Liotia fenestrata Carpenter, 1864
- Liotia microgrammata Dall, 1927
- Liotia romalea Melvill & Standen, 1903
- Liotia squamicostata E. A. Smith, 1903
- Liotia varicosa (Reeve, 1843)